# Mexikanskt kärleksgräs
Mexikanskt kärleksgräs (Eragrostis mexicana) är en gräsart som först beskrevs av Jens Wilken Hornemann, och fick sitt nu gällande namn av Heinrich Friedrich Link. Enligt Catalogue of Life ingår Mexikanskt kärleksgräs i släktet kärleksgrässläktet och familjen gräs, men enligt Dyntaxa är tillhörigheten istället släktet kärleksgrässläktet och familjen gräs. Arten förekommer tillfälligt i Sverige, men reproducerar sig inte. Inga underarter finns listade i Catalogue of Life.